# Ethan und Joel Coen

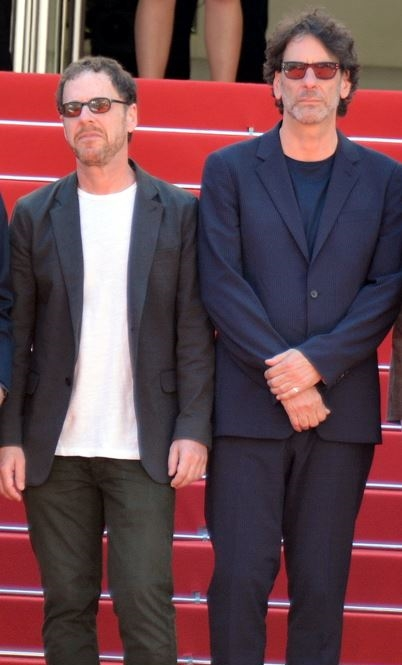
Ethan Coen (links) und Joel Coen 2015 bei den Filmfestspielen von Cannes

Die Brüder Joel David Coen (* 29. November 1954 in Minneapolis, Minnesota, Vereinigte Staaten) und Ethan Jesse Coen (* 21. September 1957 ebenda), auch bekannt als die Coen-Brüder (engl. Coen Brothers), sind oscarprämierte US-amerikanische Filmregisseure, Drehbuchautoren, Filmproduzenten und Filmeditoren.
Erstmals von sich reden machten sie 1984 auf dem US-amerikanischen Sundance Film Festival mit Blood Simple, einer Hommage an den Film noir, die den Hauptpreis gewann. Barton Fink erhielt die Goldene Palme sowie Regie- und Darstellerpreis in Cannes. Seither etablierten sie sich mit Filmen wie Fargo, The Big Lebowski, O Brother, Where Art Thou?, No Country for Old Men oder Inside Llewyn Davis als schräge Geschichtenerzähler abseits des Hollywood-Mainstreams.
Joel ist seit 1984 mit der Schauspielerin Frances McDormand verheiratet, Ethan seit 1990 mit der Filmeditorin Tricia Cooke. Beide Paare leben in New York.

## Leben und Werk
Die Coen-Brüder sind in St. Louis Park, einem Vorort von Minneapolis, in einer jüdischen Umgebung aufgewachsen. Ihre Eltern, Edward und Rena Coen, waren Professoren: der Vater für Wirtschaftswissenschaften an der Universität von Minnesota, die Mutter für Kunstgeschichte an der St.-Cloud-Universität. Das Milieu solcher jüdisch-amerikanischen Familien thematisierte später der Spielfilm A Serious Man (2009).
In seiner Kindheit verdiente Joel Coen Geld mit Rasenmähen, um sich eine Super-8-Kamera kaufen zu können. Damit drehten er und sein Bruder zusammen mit einem Nachbarsjungen (Mark Zimering, in den Filmen „Zeimers“ genannt) Filme, die sie aus dem Fernsehen kannten, nach.
Nach einem Studienabschluss am Simon’s Rock College in Great Barrington im Bundesstaat Massachusetts nahm Joel Coen an einem Filmprogramm der New York University teil; als Abschlussarbeit drehte er einen dreißigminütigen Film mit dem Titel Soundings.
Ethan Coen ging, nachdem er das Simon’s Rock College absolviert hatte, an die Universität Princeton und studierte dort Philosophie. Seine Abschlussarbeit trug den Titel Two Views of Wittgenstein’s Later Philosophy („Zwei Ansichten über Wittgensteins philosophisches Spätwerk“).
Nach seinem Abschluss an der New York University arbeitete Joel Coen als Produktionsassistent an Filmen und Musikvideos mit. Er entwickelte ein Talent für den Filmschnitt und traf Regisseur Sam Raimi, der einen Assistenten für seinen Film Tanz der Teufel suchte. Gemeinsam mit ihm schrieben die Coen-Brüder 1985 das Drehbuch für die bizarre slapstickartige Komödie Crimewave – Die Killer-Akademie über einen zum Tode verurteilten Häftling. Produziert wurde der Film von Bruce Campbell, der darin auch eine Nebenrolle übernahm. In kommerzieller Hinsicht erwies sich der Film als Flop.
Ethan Coen veröffentlichte zahlreiche Kurzgeschichten in Zeitschriften wie The New Yorker, Playboy und Vanity Fair, später in dem Erzählband The Gates of Eden (dt. „Falltür ins Paradies“).
Im Jahr 2010 stellten die Coen-Brüder True Grit, eine Verfilmung des gleichnamigen Westernromans, fertig, mit der die Berlinale 2011 eröffnet wurde. Hauptrollen spielten darin Jeff Bridges, Matt Damon und Josh Brolin.
2013 feierte Inside Llewyn Davis mit Oscar Isaac, Carey Mulligan und John Goodman in den Hauptrollen bei den Filmfestspielen in Cannes Premiere.
In der Filmkomödie Hail, Caesar! (2016) schlüpfte Josh Brolin in die Rolle von Filmproduzent und Hollywood-Studio-Manager Eddie Mannix. Der Film, in weiteren Rollen mit George Clooney, Alden Ehrenreich, Ralph Fiennes, Jonah Hill, Scarlett Johansson, Frances McDormand, Tilda Swinton und Channing Tatum besetzt, wurde als Eröffnungsfilm der 66. Internationalen Filmfestspiele von Berlin ausgewählt.
Im selben Jahr fanden drei Filme der Coen-Brüder, No Country for Old Men, A Serious Man und Inside Llewyn Davis, bei der BBC-Wahl zu den 100 bedeutendsten Filmen des 21. Jahrhunderts Berücksichtigung.
Macbeth aus dem Jahr 2021 war der erste Film, den Joel Coen ohne seinen Bruder realisierte. Bei Drive-Away Dolls (2024) führte Ethan Coen allein Regie.

## Wiederholte Zusammenarbeit
In der Regel schreiben die Coen-Brüder die Drehbücher ihrer Filme gemeinsam, führen gemeinsam Regie und sind beide an der Produktion beteiligt. Zudem sind sie bei den meisten ihrer Projekte als Filmeditoren unter dem Pseudonym „Roderick Jaynes“ tätig. Eine Ausnahme bildet Macbeth aus dem Jahr 2021, den Joel ohne seinen Bruder Ethan realisierte und mit Lucian Johnston schnitt.
Joel und Ethan Coen arbeiten meist mit dem Kameramann Roger Deakins zusammen, die Musik schreibt Carter Burwell. An der Tongestaltung arbeiten sie stets gemeinsam mit Peter F. Kurland.
Auch mit zahlreichen Schauspielern arbeiteten Ethan und Joel Coen mehrmals:
- Steve Buscemi (Miller’s Crossing; Barton Fink; Hudsucker – Der große Sprung; Fargo; The Big Lebowski; Paris, je t’aime)
- George Clooney (O Brother, Where Art Thou?; Ein (un)möglicher Härtefall; Burn After Reading – Wer verbrennt sich hier die Finger?; Hail, Caesar!)
- John Goodman (Arizona Junior; Barton Fink; Hudsucker – Der große Sprung; The Big Lebowski; O Brother, Where Art Thou?; Inside Llewyn Davis)
- Richard Jenkins (The Man Who Wasn’t There; Ein (un)möglicher Härtefall; Burn After Reading – Wer verbrennt sich hier die Finger?)
- Frances McDormand (Blood Simple; Arizona Junior; Miller’s Crossing; Barton Fink; Fargo; The Man Who Wasn’t There; Burn After Reading – Wer verbrennt sich hier die Finger?; Hail, Caesar!; Macbeth)
- Jon Polito (Miller’s Crossing; Barton Fink; Hudsucker – Der große Sprung; The Big Lebowski; The Man Who Wasn’t There)
- John Turturro (Miller’s Crossing; Barton Fink; The Big Lebowski; O Brother, Where Art Thou?)
- Josh Brolin (No Country For Old Men; True Grit; Hail, Caesar!)
- Jeff Bridges (The Big Lebowski; True Grit)
- Billy Bob Thornton (The Man Who Wasn’t There; Ein (un)möglicher Härtefall; Fargo (Serie))
- Scarlett Johansson (The Man Who Wasn’t There; Hail, Caesar!)
- Peter Stormare (Fargo; The Big Lebowski)
- Tilda Swinton (Burn after Reading – Wer verbrennt sich hier die Finger?; Hail, Caesar!)
- J. K. Simmons (Ladykillers; Burn After Reading)

## Filmografie

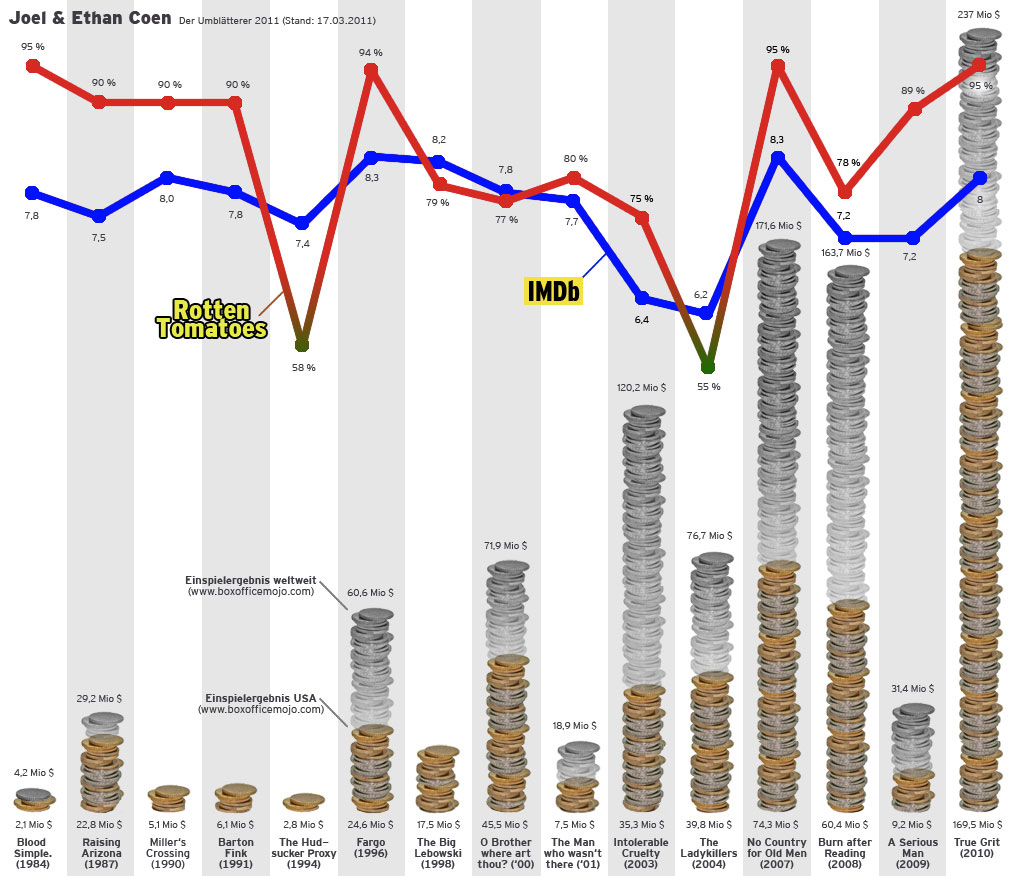
Einspielergebnisse, IMDb- und Rotten Tomatoes-Bewertungen der Coen-Filme bis 2010

- 1984: Blood Simple – Eine mörderische Nacht (Blood Simple)
- 1987: Arizona Junior (Raising Arizona)
- 1990: Miller’s Crossing
- 1991: Barton Fink
- 1994: Hudsucker – Der große Sprung (The Hudsucker Proxy)
- 1996: Fargo
- 1998: The Big Lebowski
- 2000: O Brother, Where Art Thou? – Eine Mississippi-Odyssee (O Brother, Where Art Thou?)
- 2001: The Man Who Wasn’t There (auch: Der unauffällige Mr. Crane)
- 2003: Ein (un)möglicher Härtefall (Intolerable Cruelty)
- 2004: Ladykillers
- 2006: Paris, je t’aime (Episode „Tuileries“)
- 2007: No Country for Old Men
- 2008: Burn After Reading – Wer verbrennt sich hier die Finger? (Burn After Reading)
- 2009: A Serious Man
- 2010: True Grit
- 2013: Inside Llewyn Davis
- 2016: Hail, Caesar!
- 2018: The Ballad of Buster Scruggs

als Executive Producer
- 2000: Down from the Mountain
- 2003: Bad Santa
- 2005: Romance & Cigarettes
- seit 2014: Fargo (Fernsehserie)

als Drehbuchautoren
- 1985: Die Killer-Akademie (Crimewave)
- 1998: The Naked Man
- 2012: Gambit – Der Masterplan (Gambit)
- 2014: Unbroken
- 2015: Bridge of Spies – Der Unterhändler (Bridge of Spies)
- 2017: Suburbicon

Solo
- 2021: Macbeth (The Tragedy of Macbeth, Regie: Joel Coen)
- 2022: Jerry Lee Lewis: Trouble in Mind (Dokumentarfilm, Regie: Ethan Coen)
- 2024: Drive-Away Dolls (Regie und Drehbuch: Ethan Coen)

## Auszeichnungen

### Academy Award
- 1997: Oscar für das Beste Original-Drehbuch (Fargo)
- 2008: Oscar für das Beste adaptierte Drehbuch (No Country for Old Men)
- 2008: Oscar für die Beste Regie (No Country for Old Men)
- 2008: Oscar für den Besten Film (No Country for Old Men)

Nominierungen
- 1997: Oscarnominierung für den Besten Film (Fargo, nur Ethan Coen)
- 1997: Oscarnominierung für die Beste Regie (Fargo, nur Joel Coen)
- 1997: Oscarnominierung für den Besten Schnitt (Fargo)
- 2001: Oscarnominierung für das Beste adaptierte Drehbuch (O Brother, Where Art Thou?)
- 2008: Oscarnominierung für den Besten Schnitt (No Country for Old Men)
- 2010: Oscarnominierung für das Beste Originaldrehbuch (A Serious Man)
- 2010: Oscarnominierung für den Besten Film (A Serious Man)
- 2011: Oscarnominierung für den Besten Film (True Grit)
- 2011: Oscarnominierung für die Beste Regie (True Grit)
- 2011: Oscarnominierung für das Beste adaptierte Drehbuch (True Grit)
- 2016: Oscarnominierung für das Beste Originaldrehbuch (Bridge of Spies)
- 2019: Oscarnominierung für das Beste adaptierte Drehbuch (The Ballad of Buster Scruggs)

### Golden Globe Award
- 2008: Golden Globe für das Beste Drehbuch (No Country for Old Men)

Nominierungen
- 1997: Globe-Nominierung für den Besten Film/Komödie oder Musical (Fargo, nur Ethan Coen)
- 1997: Globe-Nominierung für das Beste Drehbuch (Fargo)
- 1997: Globe-Nominierung für die Beste Regie (Fargo, nur Joel Coen)
- 2002: Globe-Nominierung für das Beste Drehbuch (The Man Who Wasn’t There)
- 2002: Globe-Nominierung für den Besten Film/Drama (The Man Who Wasn’t There)
- 2008: Globe-Nominierung für den Besten Film/Drama (No Country for Old Men)
- 2008: Globe-Nominierung für die Beste Regie (No Country for Old Men)

### Internationale Filmfestspiele von Cannes
- 1991: Goldene Palme für den Besten Film (Barton Fink)
- 1991: Beste Regie (Barton Fink, nur Joel Coen)
- 1996: Beste Regie (Fargo, nur Joel Coen)

### Chlotrudis Awards
- 1997: Chlotrudis Award für die beste Regie (Fargo)

Nominierungen
- 2008: Chlotrudis-Award-Nominierung für die beste Regie (No Country for Old Men)

### Weitere Auszeichnungen
- 2011: Dan-David-Preis[3]